# Chalcis tortilis
Chalcis tortilis är en stekelart som beskrevs av Charles Thomas Brues 1910. Chalcis tortilis ingår i släktet Chalcis och familjen bredlårsteklar. Inga underarter finns listade i Catalogue of Life.